# The Buddha of Suburbia (album)
The Buddha of Suburbia – dwudziesty pierwszy album studyjny Davida Bowiego nagrany i wydany w 1993. Płyta pozostaje stosunkowo mało znana w dyskografii Bowiego i często jest nieprawidłowo uważana za ścieżkę dźwiękową do serialu BBC pod tym samym tytułem. Płyta uznawana jest za ważny etap kariery Bowiego, łączący Black Tie White Noise i późniejszą awangardową 1.Outside. Album dzieli zarówno krytyków, jak i publiczność, przez niektórych krytyków uważany jest za jeden z najlepszych albumów Bowiego i jego „zaginiony klasyk”, ale część krytyków oceniało go jako co najwyżej przeciętny album, a dla niektórych jest to nawet jeden z najgorszych – jeżeli nie najgorszy – album w dyskografii Bowiego.

## Tło historyczne
W lutym 1993 Hanif Kureishi przeprowadził wywiad z Davidem Bowiem dla jednego z ulubionych magazynów Bowiego, założonego przez Andy’ego Warhola “Interview”. Pod koniec wywiadu Kureishi poprosił Bowiego o zgodę na użycie kilku wczesnych utworów Bowiego w powstającym wówczas serialu BBC Two The Buddha of Suburbia na podstawie powieści Kureishiego o tym samym tytule. Bowie wyraził zgodę na prośbę Kureishego, który zachęcony pozytywną odpowiedzią Bowiego, poprosił go także o napisanie kilku nowych utworów do serialu, na co Bowie także przystał.
Na potrzeby serialu Bowie skomponował ponad 40 krótkich utworów ilustracyjnych które zostały nagrane w Mountain Studios w Montreux na początku 1993. Kompozycje Bowiego nie zostały wydane na płycie, można je usłyszeć tylko w serialu do którego zostały skomponowane. W 1993 płyta została nominowana do nagrody BAFTA w kategorii najlepsza ścieżka dźwiękowa i zwyciężyła w tej kategorii.
Stworzenie podkładu muzycznego zainspirowało Bowiego do napisania nowych utworów luźno opartych na kilku zapożyczonych motywach i melodiach użytych w ścieżce dźwiękowej serialu. Według Kureishiego, Bowie miał także motywację finansową by nagrać nowy album po stworzeniu ścieżki dźwiękowej – Bowie zwierzył się Kureishiemu, że „BBC gówno płaci i zrobię z tego (ścieżki dźwiękowej) nowy album”.

## Nagrywanie
Bowie skomponował i nagrał nowy album w zaledwie sześć dni, jego miksowanie zabrało następnych 15 dni – według notatek Bowiego dołączonych do płyty trwałoby to krócej gdyby nie jakieś bliżej niezidentyfikowane „problemy techniczne”. Do współpracy w studiu Bowie zaprosił początkowo tylko multiinstrumentalistę Erdala Kuzilcaya z którym wcześniej nagrał między innymi album Never Let Me Down. Bowie podszedł do procesu twórczego w eksperymentalny sposób, używając metody Oblique Strategies, zbliżony do tego w jaki sposób nagrywał jego powszechnie uznane płyty z tzw. „trylogii berlińskiej” (Low, „Heroes” i Lodger).
Na przykład Bowie brał on już wcześniej nagrany utwór ze ścieżki dźwiękowej, wybierał z niego jedynie elementy perkusyjne i nakładał na sekcję rytmiczną kolejne warstwy instrumentalne bez odniesienia do wcześniejszej melodii. Z odtworzonych razem wszystkich warstw instrumentalnych Bowie wybierał najciekawsze fragmenty, według jego własnych słów także „najbardziej niebezpieczne”, i używał ich do dalszych eksperymentów dźwiękowych. Jedynym utworem z oryginalnej ścieżki dźwiękowej była inspirowana latami 60. tytułowa piosenka „The Buddha of Suburbia”, w której Bowie dyskretnie nawiązał do jego własnych wcześniejszych utworów takich jak „Space Oddity” czy „Starman”.
Był to pierwszy album Bowiego od czasu The Man Who Sold the World który zawierał wyłącznie kompozycje Bowiego i na którym Bowie grał na wszystkich utworach.

## Utwory
Muzyka zawarta na albumie, zarówno utwory instrumentalne, jak i piosenki, nie mogą być łatwo zaklasyfikowane jako należące do jednego gatunku muzyki; mieszanka stylów na płycie została opisana jako genre-defying – muzyka nie nadająca się do prostej kategoryzacji.
„Sex and the Church” zawiera elementy acid house, a tytuł i słowa utworu nawiązują do głównych motywów powieści Kureishiego – seksualności i duchowości. Zniekształcony przez vocoder głos Bowiego powtarza wielokrotnie tytuł utworu oraz słowa give me freedom of the spirit and the joys of the flesh („daj mi wolność ducha i rozkosze ciała”).
Drugi utwór płyty „South Horizon”, to mieszanka acid house i jazzu, Bowie uważał go za jego najbardziej ulubiony utwór z całej płyty. Do nagrania tego utworu został zaproszony długoletni współpracownik Bowiego, pianista Mike Garson. Bowie przesłał Garsonowi ukończony przez niego podkład muzyczny do którego Garson improwizował część fortepianową w czasie 3-godzinnej sesji w Los Angeles.
„The Mysteries” jest klasyfikowane jako ambient. Jeden z recenzentów porównał ten utwór do najwybitniejszych osiągnięć Bowiego z płyt Low i „Heroes”. „Bleed Like a Craze, Dad” jest przykładem muzyki klubowej początku lat 90. – przypominając przebój „Connected” Stereo MC’s.
„Strangers When We Meet” to prosty utwór rockowy z linią basową zapożyczoną z piosenki „Gimme Some Lovin’” The Spencer Davis Group. Utwór muzycznie porównywany jest z „«Heroes»”, ale z bardziej tajemniczymi i osobistymi słowami. Większość krytyków i fanów uznała tę piosenkę za najmniej udany z całej płyty.
„Dead Against It” to klubowy utwór w stylu Pet Shop Boys, następującym po nim „Untitled No. 1” jest wielowątkowym utworem instrumentalnym.
Tytuł przedostatniej kompozycji „Ian Fish, UK Heir” jest anagramem imienia i nazwiska Hanifa Kureishiego. Kompozycja w stylu ambient powstała poprzez spowolnienie tempa oryginalnego utworu na którym bazuje „Ian” i dodania efektu skrzypiącej igły gramofonowej.
Płytę zamyka druga wersja utworu tytułowego z gościnnie grającym na gitarze Lennym Kravitzem.
W krótkim eseju dołączonym do płyty Bowie wyliczył wszystkie inspiracje które towarzyszyły mu w czasie tworzenia tej muzyki; wolne skojarzenia, Pink Floyd, Harry Partch, kostiumy, kluby bluesowe, Unter den Linden, Brücke-Museum w Berlinie, Pet Sounds, przyjaciele braci Krays, Roxy Music, T-Rex, casserole, Neu!, Kraftwerk, Bromley, Croydon, Brian Eno, prostytutki i Soho, Ronnie Scott’s Jazz Club, podróże przez Rosję, samotność, The O’Jays, Philip Glass w nowojorskich klubach, Die Mauer, narkotyki. W eseju Bowie poświęcił cztery paragrafy opisując jego wcześniejszego współpracownika Briana Eno. Napisał on o nim między innymi „wnikliwość Briana na formy i przesłania współczesnej sztuki pozostawia większość innych krytyków niebezpiecznie blisko przepaści z której emanują prawie tylko i wyłącznie modne i bezsensowne jęki”.

## Wydanie i przyjęcie krytyczne
Początkowo album pozostał prawie nie zauważony zarówno przez krytyków, jak i przez fanów Bowiego. Album nie był prawie w ogóle reklamowy, na jego okładce nie było żadnego zdjęcia Bowiego i z wyjątkiem jednej sesji zdjęciowej Bowiego z Kureishim, nawet sam artysta nie promował aktywnie jego albumu. Recenzje w ówczesnej prasie muzycznej były bardzo pozytywne („Q” nagrodził go czterema gwiazdkami), ale było ich niewiele, album nie przebił się do świadomości fanów. Tydzień po wydaniu albumu wytwórnia płytowa EMI wypuściła na rynek kompilację singli Bowiego która przykryła wydanie Buddhy. The Single Collection weszła do pierwszej dziesiątki brytyjskiej listy przebojów, Buddha doszedł do miejsca 87.
W późniejszym czasie Bowie bardzo pozytywnie wypowiadał się o swoim albumie. W wywiadach podkreślał, że był to jego ulubiony projekt studyjny z którego był bardzo zadowolony, wielokrotnie chwalił także multiinstrumentalne umiejętności Kizilcaya.

Wydaje mi się, że to czy odniosę sukces jako kompozytor i wykonawca polega na tym, czy jestem artystycznie uczciwy wobec siebie. Wszystkie moje największe pomyłki powstają kiedy próbuję zgadywać co się spodoba publiczności. Moja sztuka jest zawsze lepsza kiedy stawiałem wyłącznie na mnie i robiłem tylko to co chciałem robić. Kilka moich albumów z lat 80. spotkały się z bardzo krytycznym przyjęciem, zapewne słusznie, i były jak na mnie - a ja nie jestem bardzo dobrze sprzedającym się artystą - bardzo popularne i świetnie się sprzedawały, ale to nie są albumy z których jestem dumny. Wolałbym się raczej pochwalić tym że zrobiłem The Buddha of Suburbia. Z tego albumu czuję się dumny, czego nie mogę powiedzieć o Never Let Me Down, pomimo że był on dla mnie wielkim sukcesem komercyjnym.

Album został wznowiony w 2007 – w tym wydaniu zmieniono okładkę i bardziej eksponowano nazwisko Bowiego. Wznowienie płyty zostało tym razem zauważone przez krytykę i część fanów, ale zarówno opinia krytyczna, jak i publiczna na temat tego albumu są bardzo podzielone.
Biograf Bowiego Paul Trynka określa album jako jeden z najlepszych w dyskografii Bowiego i uważa, że „podobnie jak wiele triumfów Bowiego, od The Idiot do „Absolute Beginners”, płyta wiele zawdzięcza spontanicznej atmosferze w jakiej powstała”.
Według serwisu BBC Music (w recenzji opublikowanej w 2007) „jest to pod wieloma względami najważniejsza płyta Bowiego nagrana w latach 90. Nie jest to jego najlepsza płyta z tego okresu (do tego miana pretenduje Earthling), ale jest to płyta na której Bowie przestał próbować za bardzo, po wcześniejszej dekadzie kiedy nie próbował wystarczająco dużo”. Recenzent zauważa, że „gdyby tytuł płyty nie łączył się z powieścią Kureishiego i byłaby zatytułowana np. Strangers, to poświęcono by jej znacznie więcej uwagi jako spóźnionej kontynuacji do Low czy „Heroes””. Według autora recenzji „Bowie powrócił do dziwnych, obcych klimatów. [...] (Ten album) obudził Bowiego z drzemki; w następnej dekadzie odzyskał koronę króla art-rocka”.
Recenzent The Guardian opisuje płytę jako „wspaniale eksperymentalny groch z kapustą złożony z jego inspiracji lat 70.” Mark Hooper uważa, że jest to „zagubiony klasyk Bowiego” i jego to według niego jego najlepszy album Bowiego od czasu Scary Monsters wydanego w 1980.
Recenzent Sputnikmusic wycenił album na 3,5/4 (great – „wspaniały”) pisząc o nim jako o „wspaniałym zaginionym i nieznanym dziele Bowiego”, ale wypadkowa ocena albumu dokonana przez użytkowników tego serwisu wynosi tylko 3/4 (good – „dobry”).
W odróżnieniu od Sputnikmusic serwis AllMusic ocenił ten album niżej niż jego użytkownicy – na 3/5, podczas gdy ogólna ocena użytkowników była nieco wyższa – 3,5/5. W serwisie PopMatters album został oceniony jako bardzo przeciętny (6/10) i opisany jako „rarytas, ale tylko dla zagorzałych fanów”. Podobnie, 3/5, album został oceniony w Record Collector, gdzie w ogólnie pozytywnej recenzji został określony jako „uwolniony z komercyjnej przebojowości jest nieustannie kuszący”. Podobnie, 3/5, płyta została oceniona w Teraz Muzyka – „Buddha przepowiada ponowny zwrot Bowiego ku trudniejszej muzyce, ku eksperymentalnym brzmieniom znanym z albumów Low i Heroes. I – rzecz jasna – odwrót od pisania zwykłych przebojowych piosenek”.
Album został oceniony bardzo nisko przez stereogum.com, gdzie w rankingu albumów Bowiego został umieszczony na trzecim miejscu od końca i opisany jako „błądzący, nielogiczny i nie łączący się w sensowną całość”. Jeszcze niżej został oceniony w serwisie Consequence of Sound, gdzie na liście 28 albumów studyjnych Bowiego znalazł się na miejscu przedostatnim. Według recenzenta CoS „kiepski Bowie jest nadal lepszy od większości innych artystów, ale w tym albumie nie ma nic co mogło zainteresować osoby które nie są zagorzałymi fanami”. W opracowaniu The Rolling Stone Album Guide album otrzymał jedną gwiazdkę z pięciu i został opisany jako „zapchajdziura”. Najniższą z możliwych ocen przydzielił mu Robert Christgau, który oznaczył go jako „bubel” (dud)

## Lista utworów
Wszystkie utwory, słowa i muzyka, zostały skomponowane przez Davida Bowiego:
1. „Buddha of Suburbia” (4:28)
2. „Sex And The Church” (6:26)
3. „South Horizon” (5:26)
4. „The Mysteries” (7:12)
5. „Bleed Like a Craze, Dad” (5:22)
6. „Strangers When We Meet” (4:58)
7. „Dead Against It” (5:48)
8. „Untitled No. 1” (5:01)
9. „Ian Fish, U.K. Heir” (6.27)
10. „Buddha Of Suburbia” (4:19)

Muzycy:
- David Bowie (śpiew, instrumenty klawiszowe, syntezatory, gitara, saksofon altowy, saksofon tenorowy)
- Erdal Kizilcay (instrumenty klawiszowe, trąbka, gitara basowa, gitara, instrumenty perkusyjne)
- Mike Garson (fortepian na „Bleed Like a Craze, Dad” i „South Horizon”)
- 3D Echo (perkusja, gitara, gitara basowa na Bleed Like a Craze, Dad)
- Lenny Kravitz (gitara na drugiej wersji „Buddha of Suburbia”)